# Xysticus insulicola
Xysticus insulicola là một loài nhện trong họ Thomisidae.
Loài này thuộc chi Xysticus. Xysticus insulicola được Friedrich Wilhelm Bösenberg & Embrik Strand miêu tả năm 1906.